# 勝沼精蔵

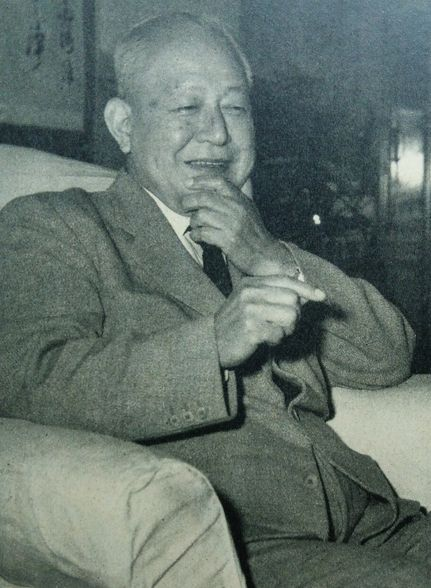
1955年

勝沼 精蔵（かつぬま せいぞう、1886年（明治19年）8月28日 - 1963年（昭和38年）11月9日）は、兵庫県神戸市生まれの医学者。専門は血液学、神経病学。医学博士。名古屋帝国大学医学部教授、第三代名古屋大学総長、第三代国立名古屋病院院長を務めた。
1926年(大正15年) に学士院賞を受賞、1954年(昭和29年)に文化勲章を受章した。1953年(昭和28年)にノーベル生理学・医学賞の候補に挙がったが受賞を逸している。

## 略歴・人物
父・五郎は日本郵船の船長であったが澎湖諸島沖で海難死し、母・顕子の実家の静岡県へ移住した。静岡県立静岡中学校、第一高等学校を経て、1911年(明治44年) 、東京帝国大学医学部卒業。1912年(明治45年)、 東京帝国大学三浦内科入局・副手。1913年(大正2年)、病理学教室に勤務。1918年(大正7年)、フランス留学。1919年(大正8年)1月〜8月、パリ講和会議特使随員（三浦教授に随行）。同年11月、愛知県立医学専門学校教授。1920年(大正9年)、県立愛知病院内科第一部長（兼任）。1923年(大正12年)、愛知医科大学教授。
1926年(大正15年)、「オキシダーゼの組織学的研究」で日本学士院賞受賞。1931年(昭和６年)、名古屋医科大学教授（第一内科）。1932年(昭和７年)、名古屋医科大学付属病院長。1938年(昭和13年)、第一回日本血液学会会長。1939年(昭和14年)、名古屋帝国大学教授。附属医院長。1941年(昭和16年)1月、兼航空医学第一講座。1943年(昭和18年)、脳の電気活動記録を指す "Electroencephalogram" の訳語として「脳波」を提唱、脳波研究の重要性を認め、日本において研究班を組織した。
1947年(昭和22年)、国立名古屋病院長。同年、学士院会員。1949年(昭和24年)、名古屋大学総長。
1951年(昭和26年)、皇室の医事に関する参与（昭和38年5月まで）。1954年(昭和29年)、文化勲章受章。1957年(昭和32年)、西独、フライブルク大学より名誉博士号。
没後の1963年(昭和38年)11月10日、勲一等旭日大綬章を追贈され、従二位に叙された。墓所は豊島区駒込の染井霊園。
名古屋大学創設・整備の功労者。血液学、航空医学、神経病学、腫瘍学などに業績を残した。血液学では国際血液学会長を務め、日本血液学会、日本航空医学会、日本老年医学会、日本網内系学会などの創設に尽力。名古屋大学豊田講堂に胸像が設置されている。

## 栄典
- 1920年（大正9年）9月7日 - 勲六等単光旭日章[7]

## 親族
- 大叔父：向坂兌（刑法学）、法廷弁護士。
- 子：勝沼晴雄（衛生学）、東京大学名誉教授。杏林大学医学部長・副学長。
- 弟：勝沼六郎、国立療養所中部病院長。
- 甥：勝沼信彦（生化学）、徳島大学医学部長・名誉教授。徳島文理大学学長・名誉学長。
- 甥：勝沼恒彦（生化学）、東海大学教授。